# I am...
I am... – czwarty album Ayumi Hamasaki. Był na 55 pozycji najlepiej sprzedających się albumów w Japonii (ranking Oricon). Sprzedano 2 308 112 kopii płyty. Piosenki z tego albumu znajdują się na następujących singlach: evolution, NEVER EVER, Endless sorrow, UNITE!, Dearest, M, a song is born, Daybreak i Connected. W albumie dominuje rock oraz muzyka elektroniczna.
Na wszystkich zdjęciach z I am... obok Ayumi Hamasaki widnieje gołąb. Ma symbolizować pokój w związku z atakami terrorystycznymi (głównie 11 września).

## Lista utworów
| #  | Tytuł                                      | Muzyka                       | Aranżacja                | Czas |
| -- | ------------------------------------------ | ---------------------------- | ------------------------ | ---- |
| 1  | I am...                                    | CREA                         | Tadashi Kikuchi, Tasuku  | 5:31 |
| 2  | opening Run (instrumentalna)               | CMJK                         | CMJK                     | 0:57 |
| 3  | Connected                                  | Ferry Corsten (system F)     | Ferry Corsten (system F) | 3:19 |
| 4  | "UNITE!"                                   | CREA                         | HΛL                      | 4:59 |
| 5  | evolution                                  | CREA                         | HΛL                      | 4:40 |
| 6  | Naturally                                  | CREA                         | CMJK                     | 4:16 |
| 7  | NEVER EVER                                 | CREA                         | Chokkaku                 | 4:40 |
| 8  | still alone                                | CREA                         | CMJK                     | 5:54 |
| 9  | Daybreak                                   | CREA, D.A.I, Junichi Matsuda | Tasuku                   | 4:48 |
| 10 | taskinlude (instrumentalna)                | Tasuku                       | Tasuku                   | 4:26 |
| 11 | M                                          | CREA                         | HΛL                      | 4:26 |
| 12 | a song is born (wersja solo)               | Tetsuya Komuro               | Tetsuya Komuro           | 6:16 |
| 13 | Dearest                                    | CREA, D.A.I                  | Naoto Suzuki             | 5:32 |
| 14 | no more words                              | CREA, D.A.I                  | Naoto Suzuki, Tasuku     | 5:41 |
| 15 | Endless sorrow 〜gone with the wind ver.〜 | CREA                         | CMJK                     | 5:12 |
| 16 | flower garden (secret track)               | CREA, D.A.I                  |                          | 2:38 |